# 星街 (伯利恒)

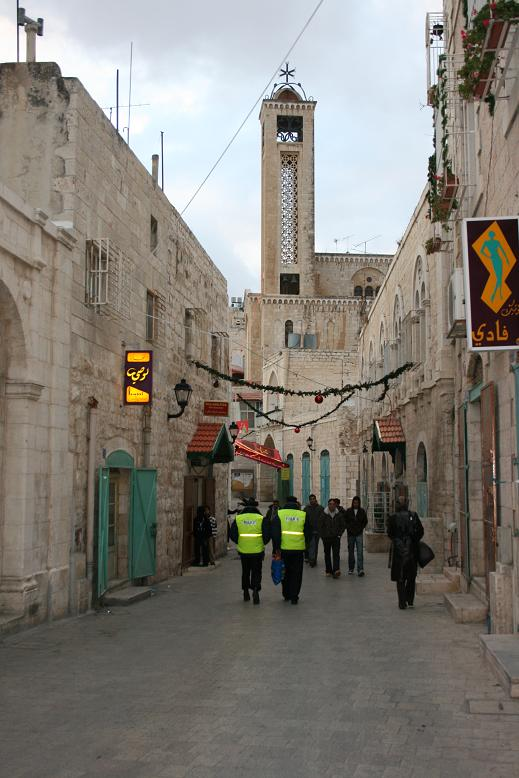

星街（阿拉伯语：‎，Star Street）是伯利恒最古老的商业街之一，连接老城的北部和南部。沿街的大部分建筑建于19世纪。在2001年阿克萨群众起义之前，星街上有98家商店。由于伯利恒的旅游业由于暴力而急剧下降，近一半关闭。 然而，2008年商店数量增加到63家。自2008年6月以来，为促进沿街的商业，设立了“周四市场” ，是一个为期一天的商业和社区的庆祝活动。伯利恒民俗博物馆和历史悠久的曼苏尔府位于星街。